# Sacca Fisola
Sacca Fisola es una isla artificial en la laguna de Venecia, en Italia.
Se trata de una zona residencial de gran modernidad.  
Sacca Fisola se encuentra en el extremo occidental de Giudecca, a la que está unida por un puente y al norte de Sacca San Biagio. Es el lugar donde se encuentra una piscina pública. 
La isla suele tener un jueves de mercado. Administrativamente forma parte del municipio de Venecia (Municipio de Venecia-Murano-Burano).